# Cool (attitude)
Pour les articles homonymes, voir cool.

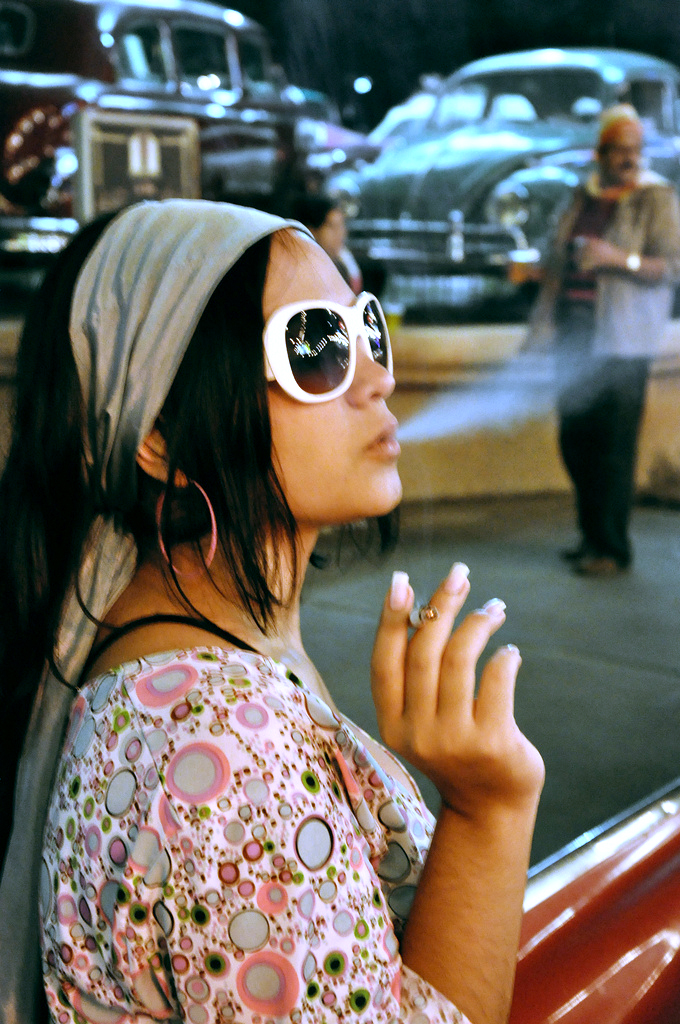
Comportement et esthétique associé à une attitude cool, ici la cigarette et les lunettes de soleil

Cool est une notion esthétique ou une catégorie esthétique, caractérisant une attitude, un comportement, une apparence ou un style, influencé par « l'esprit du temps » (Zeitgeist). Les significations et connotations de cool varient fortement selon les époques et les cultures et le mot est utilisé par des groupes sociaux variés. 
Cool est généralement associé au sang-froid et au contrôle de soi et il est utilisé dans ce sens comme une expression d'approbation ou d'admiration. Cette notion peut aussi être associée à une forme de nonchalance.